# Fédération Internationale de Philatélie
De Fédération Internationale de Philatélie (FIP) (Nederlands: Internationale Federatie van de Filatelie) is de overkoepelende internationale organisatie voor de filatelie, de liefhebberij voor het verzamelen van postzegels.

## Geschiedenis
De FIP werd opgericht in Parijs op 18 juni 1926 door zeven nationale filatelistische federaties. De stichtende landen waren België, Duitsland, Frankrijk, Nederland, Oostenrijk, Tsjechoslowakije en Zwitserland. De hoofdzetel van deze internationale organisatie bevindt zich in Zürich (Zwitserland) en is dan ook een rechtspersoon naar Zwitsers recht.
Om de banden met de Wereldpostunie (UPU) te onderhouden werd in 1990 op het hoofdkwartier van de UPU in Bern de World Association for the Development of Philately (WADP) opgericht.
Anno 2018 waren er 95 landen lid van de FIP. Dit zijn de Regular Members. Tevens zijn er drie continentale federaties aangesloten: de Europese federatie, de Amerikaanse federatie en de Aziatische federatie. Deze zijn de Associated Members. Postdiensten kunnen aansluiten als een Promotional Member.
Op jaarbasis organiseert de FIP twee congressen.

## Doelstellingen
De FIP stelt vier doelstellingen voorop. Deze zijn:
- het promoten van filatelie en het verzamelen van postzegels;
- het onderhouden van vriendschappelijke relaties en vriendschap tussen alle volkeren;
- het aanknopen en onderhouden van hechte banden met de filatelistische handel en de postadministraties;
- en het organiseren van internationale postzegeltentoonstellingen.

## Commissies
Er zijn elf FIP-Commissies, geleid door een commissaris, die betrekking hebben op de verschillende disciplines binnen de filatelie. Het gaat om:
- aerofilatelie
- astrofilatelie
- filatelistische literatuur
- fiscale filatelie
- jeugdfilatelie
- maximafilie
- postgeschiedenis
- postwaardestukken
- thematische filatelie
- traditionele filatelie
- valse postzegels

Iedere commissie bestaat uit een voorzitter en drie bureauleden.

## Voorzitters
|    | Persoon                                    | Nationaliteit    | Ambtsperiode |
| -- | ------------------------------------------ | ---------------- | ------------ |
| 1  | Willy Bigwood (1872–1929)                  | België           | 1926–1929    |
| 2  | Georg Vincent van der Schooren (1876–1931) | Nederland        | 1929–1931    |
| 3  | Pierre-Jean Maingay (1877–1941)            | België           | 1931–1941    |
| 4  | Emile Friederich (1877–1956)               | Zwitserland      | 1946–1955    |
| 5  | Lucien Berthelot (1903–1985)               | Frankrijk        | 1955–1972    |
| 6  | Léon Pütz (1908–2003)                      | Luxemburg        | 1971–1978    |
| 7  | Ladislav Dvořaček (1923–2015)              | Tsjechoslowakije | 1980         |
| 8  | D. N. Jatiya (1930–2000)                   | India            | 1990–1998    |
| 9  | Knud Mohr (1935–2016)                      | Denemarken       | 1998–2002    |
| 10 | Koh Seow Chuan                             | Singapore        | 2002–2006    |
| 11 | Joseph Wolff                               | Luxemburg        | 2006–2010    |
| 12 | Tay Peng Hian                              | Singapore        | 2010–heden   |

## Trivia
- De FIP noemt de filatelie "The King of the Hobbies and the Hobby of Kings".[vertaling 1]